# Ophidion
Ophidion – rodzaj roślin z rodziny storczykowatych (Orchidaceae). Obejmuje 15 gatunków występujących w Ameryce Południowej w Boliwii, Kolumbii, Ekwadorze, Panamie i Wenezueli.

## Systematyka
Rodzaj sklasyfikowany do podplemienia Pleurothallidinae w plemieniu Epidendreae, podrodzina epidendronowe (Epidendroideae), rodzina storczykowate (Orchidaceae), rząd szparagowce (Asparagales) w obrębie roślin jednoliściennych.
Wykaz gatunków
- Ophidion alphonsianum (L.E.Matthews) Karremans & J.S.Moreno
- Ophidion barbilabium (Vierling) Karremans & J.S.Moreno
- Ophidion carrilloi P.Ortiz
- Ophidion compactum (Vierling) Karremans & J.S.Moreno
- Ophidion cunabulum (Luer & R.Escobar) Luer
- Ophidion cymbula (Luer) Luer
- Ophidion dasyglossum (Luer & R.Escobar) Luer
- Ophidion doucetteanum (L.E.Matthews) Karremans & J.S.Moreno
- Ophidion juan-felipei (Vierling) Karremans & J.S.Moreno
- Ophidion markertii (Vierling) Karremans & J.S.Moreno
- Ophidion nekidapono J.S.Moreno & Karremans
- Ophidion nigerrimum (Vierling) Karremans & J.S.Moreno
- Ophidion pallidiflorum (Vierling) Karremans & J.S.Moreno
- Ophidion parvum (Vierling) Karremans & J.S.Moreno
- Ophidion pleurothallopsis (Kraenzl.) Luer